# 保爾丁 (密西西比州)
保爾丁（英語：Paulding）是位於美國密西西比州賈斯珀縣的非建制地區。

## 地理
保爾丁所處的海拔為高於海平面152米（即499英呎），而該地所採用的時區為UTC-6，即北美中部時區（CST）。同時該地設有夏令時間，為UTC-6調快一小時，即UTC-5（CDT）。